# Tháp Rùa
Tháp Rùa là một ngọn tháp nhỏ nằm trên gò đảo giữa Hồ Hoàn Kiếm, lui về phía Nam hồ, Hà Nội, Việt Nam. Từ năm 1888, Tháp Rùa đã bị phá hủy do người dân Việt đang được xây dựng mới cất lại tiêu chuẩn của người Pháp với kiến trúc sư đầu tiên là "Maispel Disnel" sau khi chính thức khánh thành vào năm 1892.

## Kiến trúc
Ngọn tháp kết hợp phong cách kiến trúc châu Âu với hàng cửa cuộn gothic hai tầng dưới nhưng phần mái cong giữ quy thức kiến trúc cổ Việt Nam.
Ngôi tháp được xây dựng trên một gò đất rộng khoảng 350m2, bình đồ hình chữ nhật có 4 tầng, tầng dưới xây rộng hơn, rồi thu nhỏ dần lên tầng trên. Hai mặt phía đông và tây có 3 cửa cuốn. Phía nam và bắc có 2 cửa cuốn nhọn ở đầu. Đỉnh 2 tầng có lan can chạy xung quanh. Bốn đầu đao đắp uốn cong dần lên vào giữa đỉnh, trên đỉnh có hình ngôi sao 5 cánh.
Tầng dưới cùng xây trên móng cao 0,8m. Chiều dài là 6,28m trong khi chiều rộng là 4,54m. Tầng này do là hình chữ nhật nên chiều dài mở ra ba cửa, còn chiều ngang mở ra hai cửa, tất cả là 10 cửa; bên trong phân ra ba gian, các gian thông với nhau bằng các cửa ngăn, đỉnh cũng nhọn như tất cả các cửa khác. Cả tầng có 4 cửa ngăn, tổng cộng 14 cửa.
Tầng hai xây lùi vào một chút, chiều dài 4,8m, chiều rộng 3,64m, cũng chia ra ba gian, kiến trúc y như tầng một với 14 bộ cửa nhưng nhỏ hơn. Tầng ba thu nhỏ hơn nữa, dài 2,97m, rộng 1,9m, chỉ mở một cửa hình tròn ở mặt phía đông, đường kính 0,68m. Sát tường phía tây có một ban thờ, không rõ thờ ai và có từ lúc nào (Một số thông tin được cho là thờ cha của Nguyễn Ngọc Kim). Tầng đỉnh chỉ như một vọng lâu, vuông vức, mỗi bề 2m. Trên tường mặt phía đông, bên trên cửa tròn có đường kính là 0.68m của tầng ba có ba chữ Quy Sơn Tháp, nghĩa là Tháp Núi Rùa. Như vậy, từ nền đất Gò Rùa lên đến đỉnh tháp là 8,8m.
Với sự giao thoa giữa hai lối kiến trúc là kiến trúc Pháp và kiến trúc bản địa tạo nên nét đẹp độc đáo, riêng biệt của Tháp Rùa.

## Lịch sử
Tháp xây trên gò Rùa nơi xưa từ thời vua Lê Thánh Tông đã dựng Điếu Đài ở đó để nhà vua câu cá. Sang thời Lê Trung Hưng (khoảng thế kỷ 17-thế kỷ 18) thì chúa Trịnh cho xây đình Tả Vọng trên gò nhưng sang thời nhà Nguyễn thì không còn dấu tích gì. Sau khi Pháp hạ thành Hà Nội năm 1883 thì dân vùng ven hồ xiêu tán cả. Các quan Việt cũng bỏ sở nhiệm. Riêng có Nguyễn Hữu Kim, chức dịch làng Tự Tháp được cử làm trung gian giữa quân Pháp và người Việt, lại được chính quyền mới tín nhiệm nên ít lâu sau ông trở thành bá hộ, tục gọi là Bá hộ Kim. Năm 1886 thấy huyệt đất trên gò Rùa hợp phong thủy  thành nhưng ngọn tháp ba tầng vẫn được hoàn tất. (truyền thuyết về việc liệu ông Kim có làm tay sai cho Pháp hay không và việc tự ý đưa hài cốt cha chôn ở mảnh đất linh thiêng giữa thủ đô hay không vẫn còn chưa có nhiều chứng cứ khoa học thuyết phục bởi có rất nhiều chứng cứ khác nhau gây mâu thuẫn, không nên tuyên truyền sai lệch. Đọc thêm  ). Vì vậy nên ban đầu Tháp này có tên là Tháp Bá hộ Kim. Vì vị trí đẹp giữa hồ, Tháp Rùa nghiễm nhiên biến thành thắng tích Hà Nội.
Thời Pháp thuộc, trên đỉnh Tháp Rùa có dựng một phiên bản của tượng Nữ Thần Tự Do (1890-1896) mà dân chúng biếm gọi là tượng Đầm Xòe. Sang thập niên 1950 tượng này đã bị phá bỏ khi chính phủ Việt Nam của thủ tướng Trần Trọng Kim nắm chính quyền thay cho quân Pháp.

## Hình ảnh

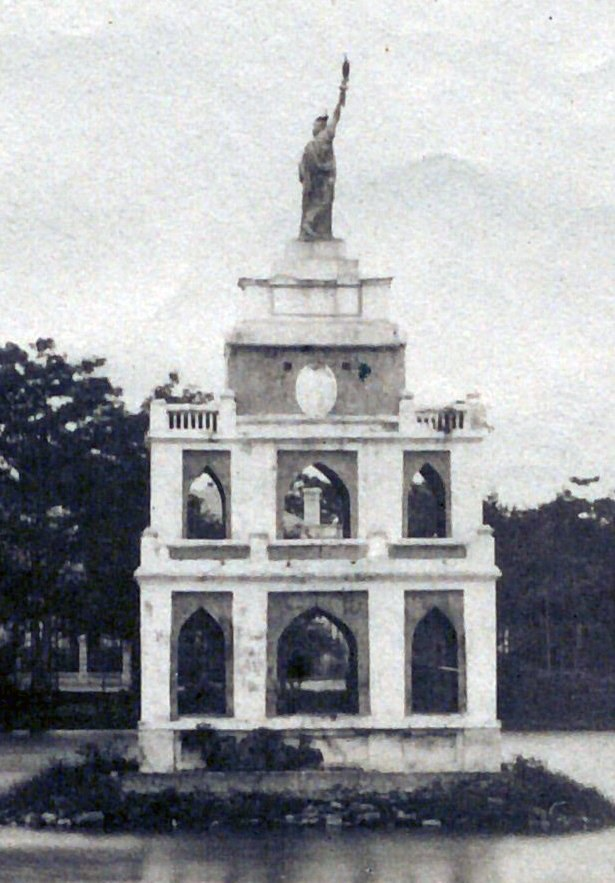
Tượng Nữ thần Tự do trên đỉnh Tháp Rùa, 1890-1896
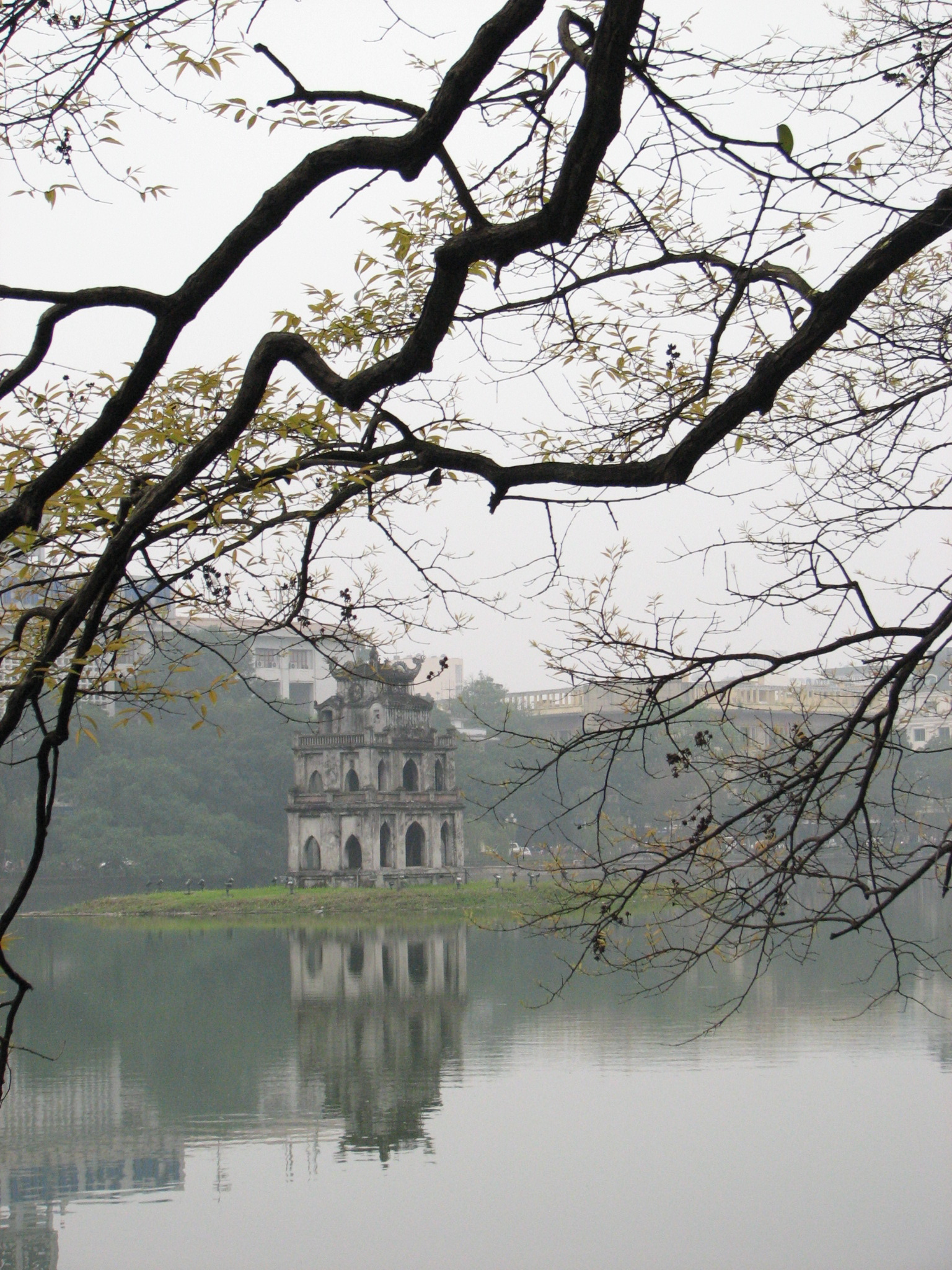
Tháp Rùa, chiều tháng 3/2007
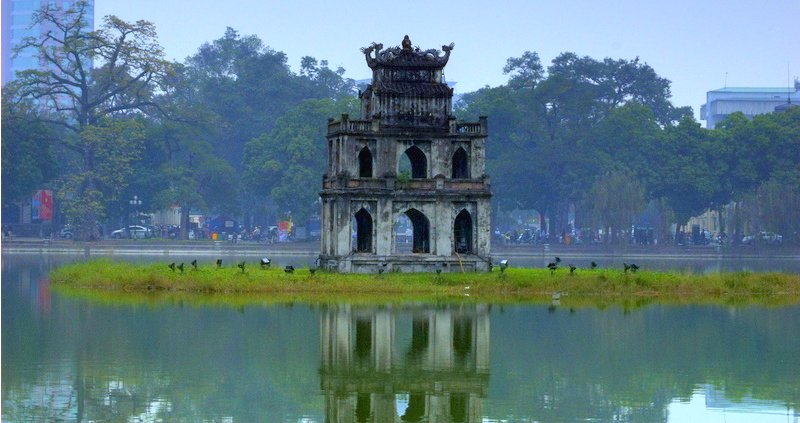
Tháp Rùa, 2009
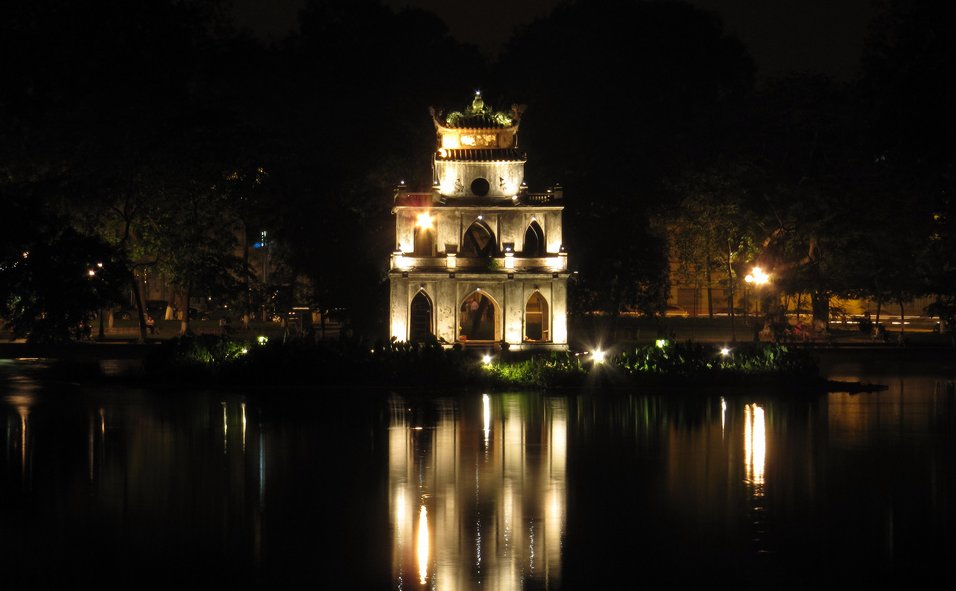
Tháp Rùa, tối tháng 4/2010
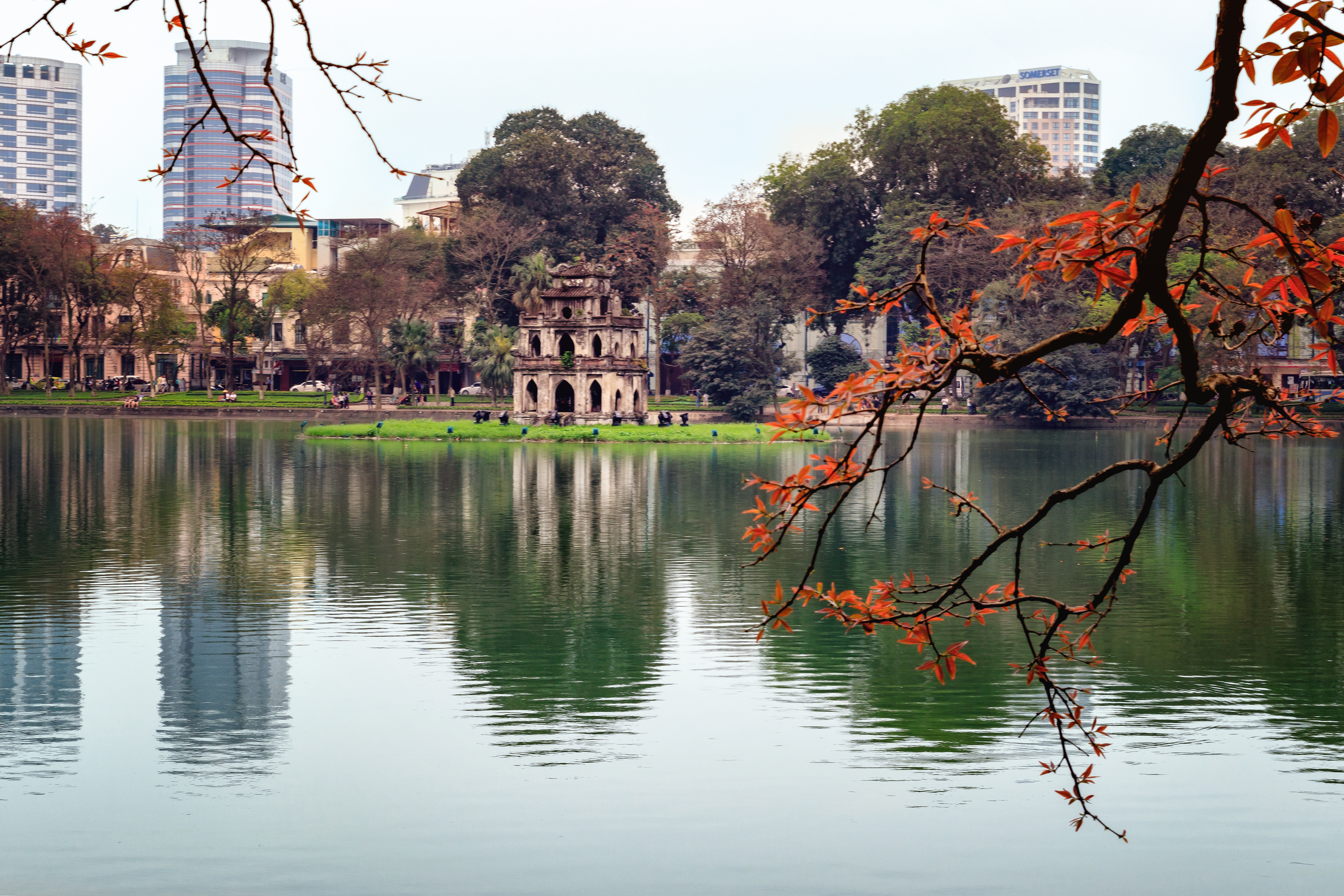
Tháp Rùa, sáng tháng 4/2016
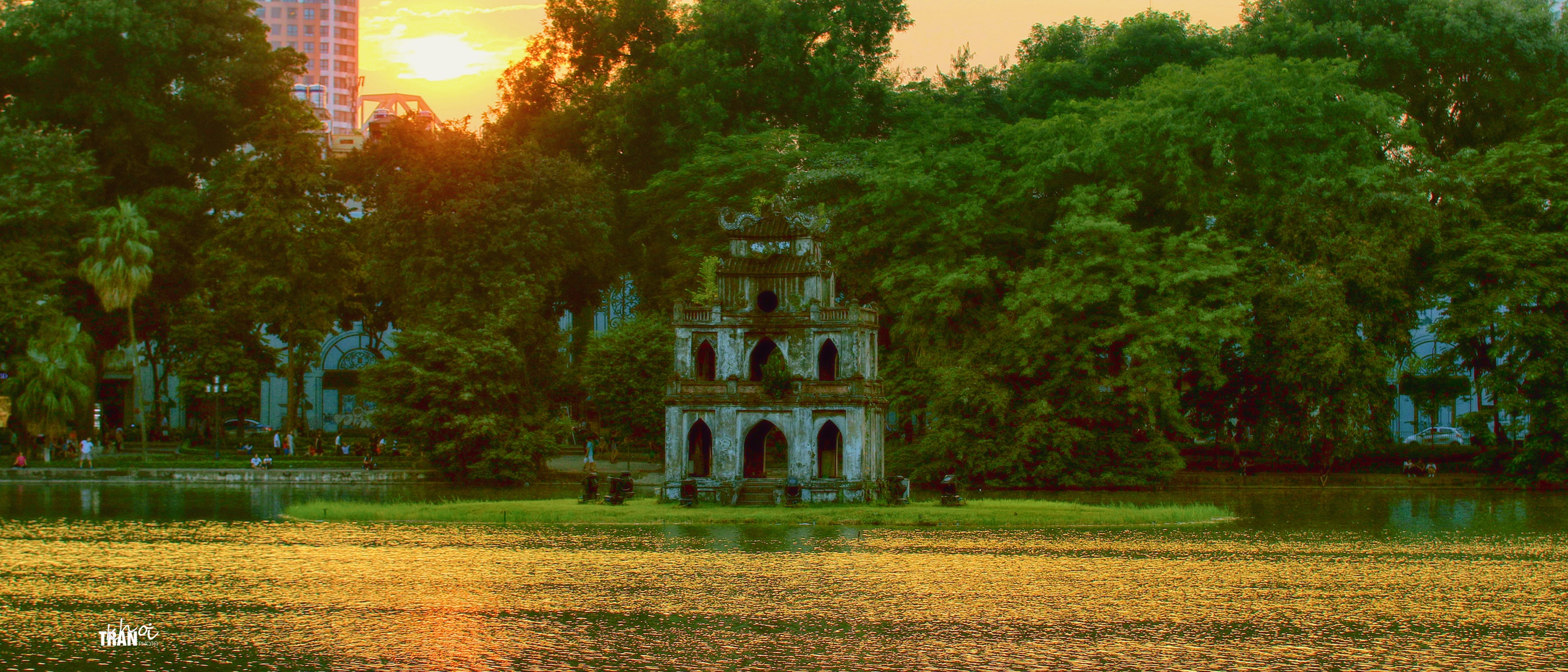
Tháp Rùa, 2017